# Godey's Lady's Book

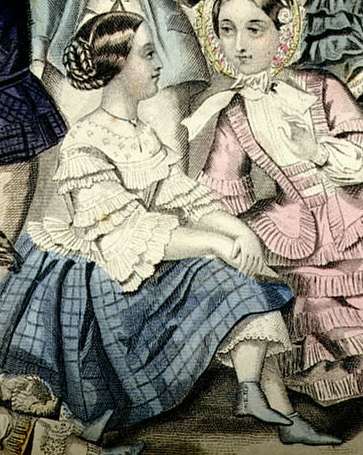
Grabado a color de la Godey's Lady's Book.

Godey's Lady's Book [Libro para damas de Godey], también conocida como Godey's Magazine and Lady's Book, fue una revista estadounidense publicada en la ciudad de Filadelfia. Es considerada la revista de mayor circulación en el período anterior a la Guerra Civil Americana. Su circulación aumentó de 70.000 ejemplares, en 1840, a 150.000, en 1860. En la década de 1860 la Godey's se consideraba a sí misma la «reina de las revistas mensuales».

## Historia
La revista fue publicada por Louis A. Godey, de Filadelfia, durante 48 años (1830-1878). Godey tuvo la intención de aprovechar la popularidad en la época de los libros de regalo (gift books), muchos de los cuales fueron comercializados específicamente para las mujeres. Cada número contenía poesía, artículos y grabados creados por destacados escritores y artistas de la época, y es de destacar que solo se publicaban artículos originales estadounidenses.
Sarah Josepha Hale (autora de la conocida canción "Mary Had a Little Lamb") fue su directora desde 1837 hasta 1877. Aunque la revista se leía por y contenía el trabajo de hombres y mujeres, Hale publicó tres números especiales elaborados enteramente por mujeres. Cuando esta escritora empezó en Godey, la revista tenía una tirada de 10.000 suscriptores. Dos años más tarde, subió a 40.000, y en 1860 tenía 150.000 suscriptores.

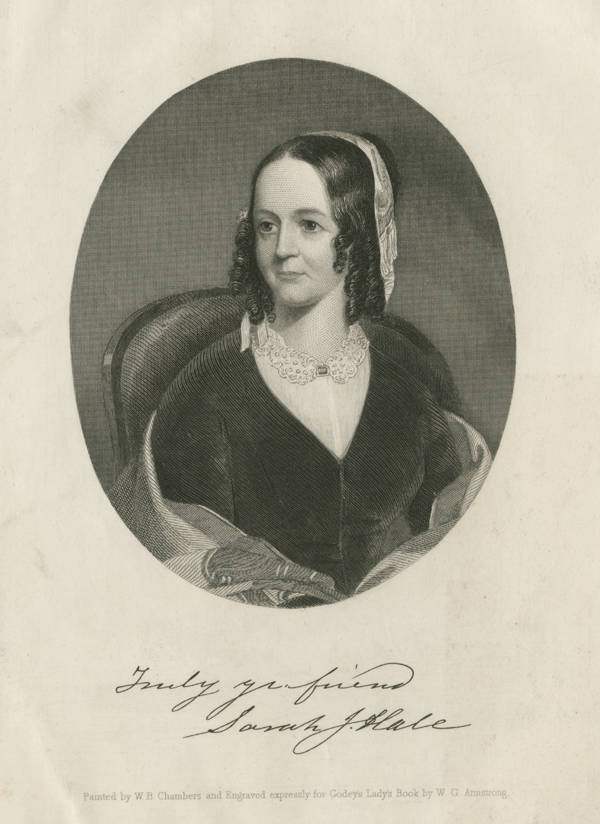
La editora de Godey's Lady's Book, Sarah J. Hale.

En 1845, Louis Godey comenzó a registrar a efectos de copyright cada número para evitar que otra revista o editor pirateasen sus textos. Esta iniciativa, pionera en el país, fue criticada por los editores del Baltimore Saturday Visiter. Afirmaron que habían tomado «un rumbo estrictamente egoísta», y afirmaron que Godey «lo lamentaría amargamente».
La revista era cara; los suscriptores pagaban tres dólares por año (en comparación, The Saturday Evening Post costaba solo dos dólares) A pesar de ello, fue la publicación más popular en su día. Como se ha visto, bajo la dirección editorial de Hale, la lista de suscriptores de Godey's alcanzó los 150.000. Hale aprovechó esta circunstancia para convertirse en persona muy influyente, árbitro de los gustos estadounidenses de la época. La escritora utilizó algo de su influencia para promover varias causas femeninas. Por ejemplo, a partir de 1852, creó una sección fija con el título "Empleo para las mujeres", con el fin de debatir el tema de la fuerza de trabajo femenina.
En general, Godey no gustaba de las cuestiones políticas o temas controvertidos en su revista. En la década de 1850, despidió a Sara Jane Lippincott ("Grace Greenwood") como editora asistente por denunciar la esclavitud en el periódico The National Era. Lippincott denunció públicamente a Godey en respuesta, y entonces Godey se retractó. Sin embargo, prohibió a su revista una toma de posición clara durante la Guerra Civil Americana. De hecho, durante la guerra, la revista no tomó partido y los lectores tenían que informarse sobre la misma en otros medios. Como consecuencia de todo ello, Godey's perdió cerca de un tercio de sus suscriptores.
Godey vendió la revista en 1877 a John Hill Seyes Haulenbeek antes de morir, en 1878. La revista dejó de publicarse al morir Haulenbeek, en 1898.

## Contenidos

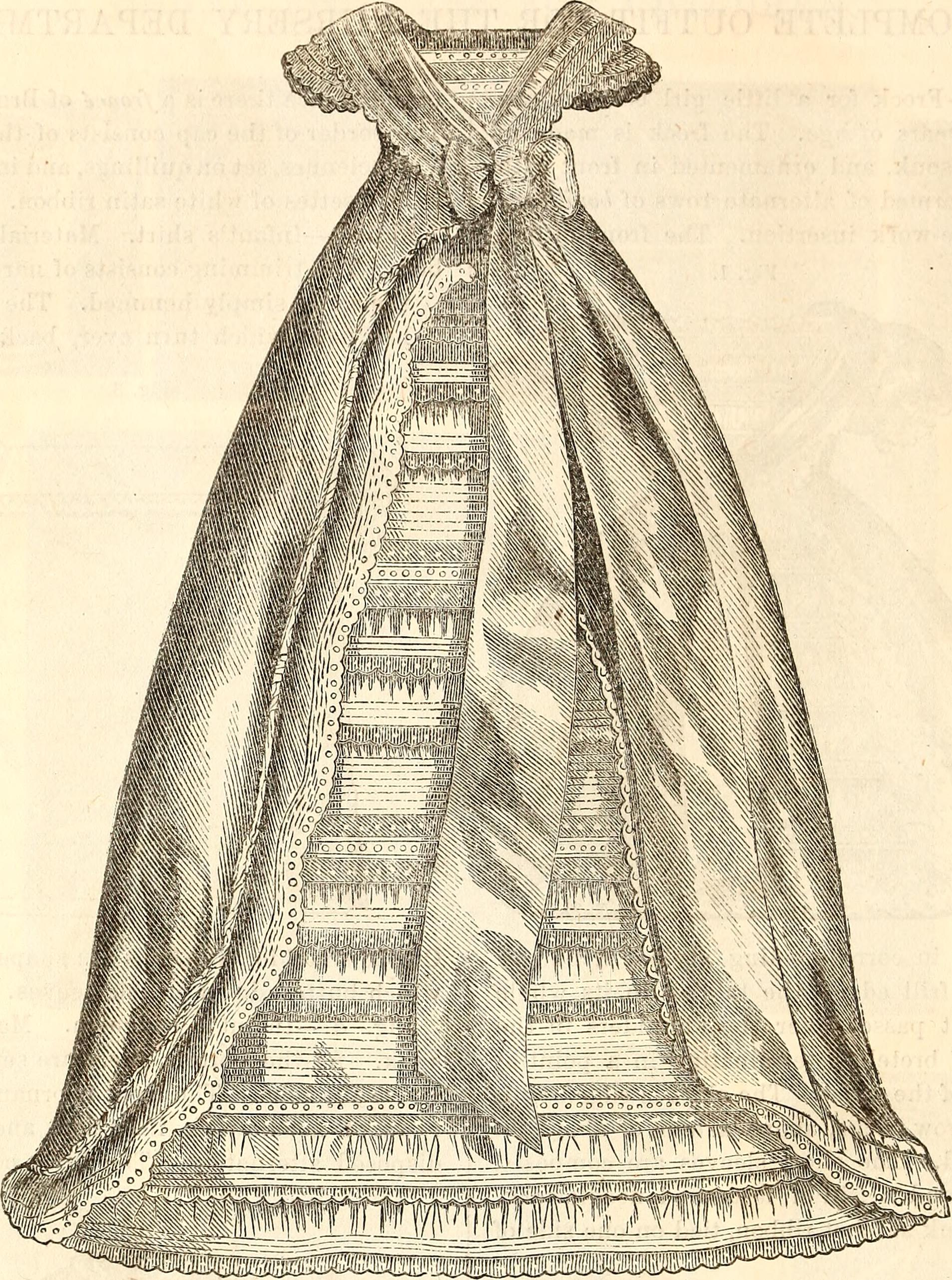
vestidos de la década de 1860, Libro de la Dama de Godey, 1862

## Influencia
La editora de la revista, Sarah Hale, sostenía que la reina Victoria era el modelo a seguir de la feminidad, la moral y el intelecto, y Godey's contrató «a la Sra. Lydia H. Sigourney» para informar sobre las actividades reales en Londres. La tradición de vestir de blanco en las bodas se atribuye comúnmente a la elección de la reina Victoria de llevar un vestido de novia blanco en su boda con el príncipe Alberto, en 1840. Las muchachas americanas imitaron esta y otras tendencias de la joven reina, de modo que Godey's escribió, menos de una década después de dicha boda: «La costumbre ha decidido, desde los primeros siglos, que el blanco es el tono más adecuado, cualquiera que sea el material. Es un emblema de pureza e inocencia infantil, y del corazón inmaculado que ahora se cede al elegido».

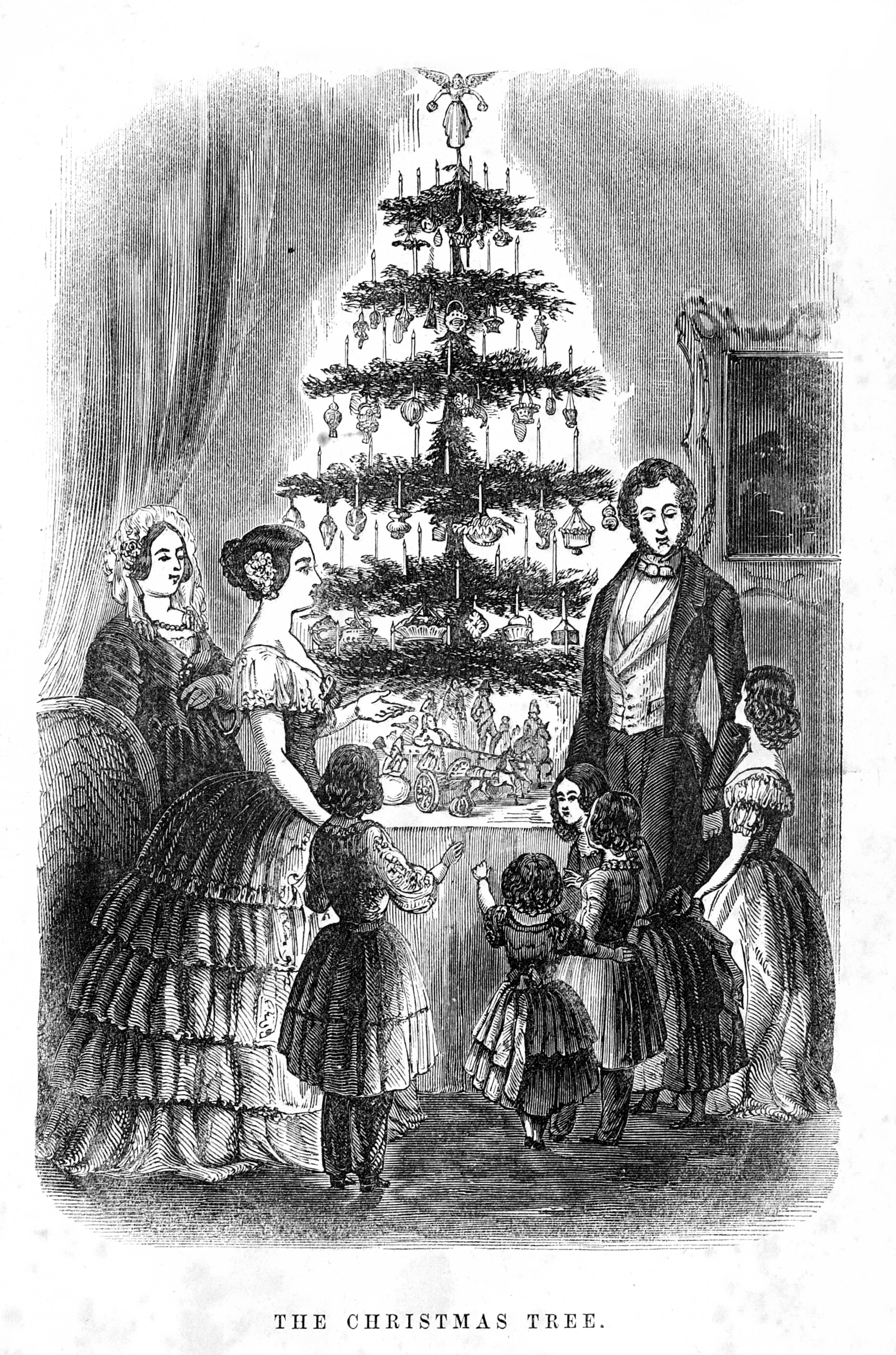
Grabado de un árbol de Navidad en la Godey's Lady's Book.

Un grabado en madera de la familia real británica con su árbol de Navidad en el Castillo de Windsor, inicialmente publicado en el Illustrated London News de diciembre de 1848, fue copiado en Godey's en la Navidad de 1850. En su versión, se retiraban la corona de la reina Victoria y el bigote del príncipe Alberto para adaptar el grabado a la americana. La imagen fue republicada muchas veces, llegando a ser la primera ilustración ampliamente difundida de un árbol de hoja perenne decorando la Navidad en Estados Unidos, y el historiador de arte Karal Ann Marling llamó al príncipe Alberto y la reina Victoria, despojados de sus atavíos reales, «el primer influyente árbol de Navidad americano». El historiador de la cultura folk Alfred Shoemaker resumió que «en toda América no hay medio más importante de difusión del árbol de Navidad en la década de 1850-60 que la Godey's Lady's Book». La imagen fue reimpresa en 1860 y, en la década de 1870, la colocación de un árbol de Navidad se había convertido en costumbre extendida por todos los Estados Unidos.
Como editora, Sarah Hale usó asimismo su espacio editorial y su influencia para abogar por el establecimiento del Día de Acción de Gracias como fiesta nacional.